# Drosophila panamensis
Drosophila panamensis este o specie de muște din genul Drosophila, familia Drosophilidae, descrisă de Malloch în anul 1926.
Este endemică în Panama. Conform Catalogue of Life specia Drosophila panamensis nu are subspecii cunoscute.